# Cascada de Keila
La cascada de Keila (en estonià: Keila juga) és un conjunt de salts d'aigua del riu Keila, al nord d’Estònia, al comtat de Harju. És la tercera cascada més potent del país, després de les cascades de Narva i la cascada de Jägala. Té una alçada de 6 metres i una amplada d’entre 60 i 70 metres.